# تصفيات كأس العالم 2018 – إفريقيا المرحلة الأولى
أقيمت المرحلة الأولى من التصفيات الإفريقية المؤهلة لكأس العالم لكرة القدم 2018 في الفترة ما بين 7 إلى 17 أكتوبر 2015.

## النظام
ٌُقُسمت الستة وعشرين منتخبًا المصنفين في المراكز 28 وإلى 53 إفريقيًا إلى 13 ساق في مواجهات خروج-المغلوب. المنتخبات الثلاثة عشر الفائزة تتأهل للمرحلة الثانية من التصفيات.
وزعت المنتخبات الستة وعشرين في الوعائين 4 و 5 بناءًا على تصنيف فيفا العالمي ليوليو 2015 (الترتيب بين الأقواس). ضم الوعاء 4 المنتخبات أصحاب المراكز 28 إلى 40 إفريقيا، بينما ضم الوعاء 5 المنتخبات أصحاب المراكز 41 إلى 53 إفريقيا. ثم أقيمت القرعة في 25 يوليو 2015 في سانت بطرسبرغ روسيا.
| وعاء 4 | وعاء 5 |
| --- | --- |
| 1. النيجر (96) 2. إثيوبيا (101) 3. مالاوي (108) 4. سيراليون (111) 5. ناميبيا (114) 6. كينيا (116) 7. بوتسوانا (120) 8. مدغشقر (122) 9. موريتانيا (128) 10. بوروندي (131) 11. ليسوتو (131) 12. غينيا بيساو (133) 13. إسواتيني (138) | 1. تنزانيا (139) 2. غامبيا (143) 3. ليبيريا (161) 4. جمهورية إفريقيا الوسطى (170) 5. تشاد (173) 6. موريشيوس (180) 7. سيشل (186) 8. جزر القمر (187) 9. ساو تومي وبرينسيب (189) 10. جنوب السودان (195) 11. إرتريا (204) 12. الصومال (205) 13. جيبوتي (207) |

## المباريات
| فريق 1                 | النتيجة | فريق 2      | المباراة 1 | المباراة 2 |
| ---------------------- | ------- | ----------- | ---------- | ---------- |
| الصومال                | 0–6     | النيجر      | 0–2        | 0–4        |
| جنوب السودان           | 1–5     | موريتانيا   | 1–1        | 0–4        |
| غامبيا                 | 2–3     | ناميبيا     | 1–1        | 1–2        |
| ساو تومي وبرينسيب      | 1–3     | إثيوبيا     | 1–0        | 0–3        |
| تشاد                   | 2–2 (خ) | سيراليون    | 1–0        | 1–2        |
| جزر القمر              | 1–1 (خ) | ليسوتو      | 0–0        | 1–1        |
| جيبوتي                 | 1–8     | إسواتيني    | 0–6        | 1–2        |
| إرتريا                 | 1–5     | بوتسوانا    | 0–2        | 1–3        |
| سيشل                   | 0–3     | بوروندي     | 0–1        | 0–2        |
| ليبيريا                | 4–2     | غينيا بيساو | 1–1        | 3–1        |
| جمهورية إفريقيا الوسطى | 2–5     | مدغشقر      | 0–3        | 2–2        |
| موريشيوس               | 2–5     | كينيا       | 2–5        | 0–0        |
| تنزانيا                | 2–1     | مالاوي      | 2–0        | 0–1        |

| الصومال | 0–2                     | النيجر                |
| ------- | ----------------------- | --------------------- |
|         | تقرير (فيفا) تقرير(كاف) | مازو 58'، 62' (ركلة.) |

| النيجر                        | 4–0                      | الصومال |
| ----------------------------- | ------------------------ | ------- |
| سيسه 13'، 68' · مازو 18'، 32' | تقرير (فيفا) تقرير (كاف) |         |

النيجر فازت 6-0 بمجموع المباراتين وتأهلت للمرحلة الثانية ضد الكاميرون.
| جنوب السودان          | 1–1                      | موريتانيا       |
| --------------------- | ------------------------ | --------------- |
| دومينيك أبو بريتنو 5' | تقرير (فيفا) تقرير (كاف) | بوبكر باغيلي 3' |

| موريتانيا                                             | 4–0                      | جنوب السودان |
| ----------------------------------------------------- | ------------------------ | ------------ |
| بسام 4' · بوبكر باغيلي 62' · سمبا 85' · دياكاته 90+2' | تقرير (فيفا) تقرير (كاف) |              |

موريتانيا فازت 5-1 بمجموع المباراتين وتأهلت للمرحلة الثانية ضد تونس.
| غامبيا    | 1–1                      | ناميبيا      |
| --------- | ------------------------ | ------------ |
| جاميه 78' | تقرير (فيفا) تقرير (كاف) | ستيفانوس 61' |

| ناميبيا                   | 2–1                      | غامبيا   |
| ------------------------- | ------------------------ | -------- |
| ستيفانوس 42' · سومايب 63' | تقرير (فيفا) تقرير (كاف) | ديبا 10' |

ناميبيا فازت 3-2 بمجموع المباراتين وتأهلت للمرحلة الثانية ضد غينيا.
| ساو تومي وبرينسيب | 1–0                      | إثيوبيا |
| ----------------- | ------------------------ | ------- |
| ليل 87'           | تقرير (فيفا) تقرير (كاف) |         |

| إثيوبيا                                 | 3–0                      | ساو تومي وبرينسيب |
| --------------------------------------- | ------------------------ | ----------------- |
| فيكادو 1' · بانوم 48' (ركلة.) · لوك 75' | تقرير (فيفا) تقرير (كاف) |                   |

أثيوبيا فازت 3-1 بمجموع المباراتين وتأهلت للمرحلة الثانية ضد الكونغو.
| تشاد          | 1–0                      | سيراليون |
| ------------- | ------------------------ | -------- |
| جيمرانغار 47' | تقرير (فيفا) تقرير (كاف) |          |

| سيراليون               | 2–1                      | تشاد          |
| ---------------------- | ------------------------ | ------------- |
| كامارا 70' · سيساي 79' | تقرير (فيفا) تقرير (كاف) | جيمرانغار 45' |

التعادل 2–2 بمجموع المباراتين . تشاد تأهلت للمرحلة الثانية بحسب قانون الأهداف خارج الديار لتلعب ضد مصر.
| جزر القمر | 0–0                      | ليسوتو |
| --------- | ------------------------ | ------ |
|           | تقرير (فيفا) تقرير (كاف) |        |

| ليسوتو       | 1–1                      | جزر القمر   |
| ------------ | ------------------------ | ----------- |
| ستورتمان 17' | تقرير (فيفا) تقرير (كاف) | مشانغما 71' |

التعادل 1–1 بمجموع المباراتين . جزر القمر تأهلت للمرحلة الثانية بحسب قانون الأهداف خارج الديار لتلعب ضد غانا.
| جيبوتي | 0–6                      | إسواتيني                                                                             |
| ------ | ------------------------ | ------------------------------------------------------------------------------------ |
|        | تقرير (فيفا) تقرير (كاف) | مكونتفو 45+1' · ندزينسيا 62' · دلاميني 74' · هلاتجواكو 77' · تسبيدز 83' · لوخيلي 85' |

| إسواتيني          | 2–1                      | جيبوتي    |
| ----------------- | ------------------------ | --------- |
| هلاتجواكو 6'، 43' | تقرير (فيفا) تقرير (كاف) | ليبان 22' |

سوازيلاند فازت 8-1 بمجموع المباراتين وتأهلت للمرحلة الثانية ضد نيجيريا.
| إرتريا | 0–2                      | بوتسوانا                  |
| ------ | ------------------------ | ------------------------- |
|        | تقرير (فيفا) تقرير (كاف) | مويانا 22' · موغوروسي 64' |

| بوتسوانا                      | 3–1                      | إرتريا    |
| ----------------------------- | ------------------------ | --------- |
| نيغيل 15'، 79' · موغوروسي 21' | تقرير (فيفا) تقرير (كاف) | غويتوم 9' |

بتسوانا فازت 5-1 بمجموع المباراتين وتأهلت للمرحلة الثانية ضد مالي.

| سيشل | 0–1                      | بوروندي        |
| ---- | ------------------------ | -------------- |
|      | تقرير (فيفا) تقرير (كاف) | عبد الرزاق 15' |

| بوروندي                     | 2–0                      | سيشل |
| --------------------------- | ------------------------ | ---- |
| عبد الرزاق 71' (ركلة.)، 81' | تقرير (فيفا) تقرير (كاف) |      |

بوروندي فازت 3-0 بمجموع المباراتين وتأهلت للمرحلة الثانية ضد الكونغو الديمقراطية.
| ليبيريا           | 1–1                      | غينيا بيساو |
| ----------------- | ------------------------ | ----------- |
| جيبور 36' (ركلة.) | تقرير (فيفا) تقرير (كاف) | أنيدو 63'   |

| غينيا بيساو | 1–3                      | ليبيريا              |
| ----------- | ------------------------ | -------------------- |
| ساساما 43'  | تقرير (فيفا) تقرير (كاف) | جيبور 8'، 12'، 90+6' |

ليبريا فازت 4-2 بمجموع المباراتين وتأهلت للمرحلة الثانية ضد كوت ديفوار.
| جمهورية إفريقيا الوسطى | 0–3                      | مدغشقر                                    |
| ---------------------- | ------------------------ | ----------------------------------------- |
|                        | تقرير (فيفا) تقرير (كاف) | رابسون 27' · راكوتوهاريمالا 39' · بول 65' |

| مدغشقر                                  | 2–2                      | جمهورية إفريقيا الوسطى |
| --------------------------------------- | ------------------------ | ---------------------- |
| راماناماهيفا 15' · أندريانانتيناينا 34' | تقرير (فيفا) تقرير (كاف) | غورير 7' · داغولو 44'  |

مدغشقر فازت 5-2 بمجموع المباراتين وتأهلت للمرحلة الثانية ضد السنغال.
| موريشيوس                   | 2–5                      | كينيا                                                   |
| -------------------------- | ------------------------ | ------------------------------------------------------- |
| سوفي 66' (ركلة.) · برو 78' | تقرير (فيفا) تقرير (كاف) | أومولو 18'، 82' · ماسيكا 23' · شاكافا 49' · أولونغا 87' |

| كينيا | 0–0                      | موريشيوس |
| ----- | ------------------------ | -------- |
|       | تقرير (فيفا) تقرير (كاف) |          |

كينيا فازت 5-2 بمجموع المباراتين وتأهلت للمرحلة الثانية ضد الرأس الأخضر.
| تنزانيا                     | 2–0                      | مالاوي |
| --------------------------- | ------------------------ | ------ |
| ساماتا 18' · يوليموينغو 22' | تقرير (فيفا) تقرير (كاف) |        |

| مالاوي    | 1–0                      | تنزانيا |
| --------- | ------------------------ | ------- |
| باندا 43' | تقرير (فيفا) تقرير (كاف) |         |

تنزانيا فازت 2-1 بمجموع المباراتين وتأهلت للمرحلة الثانية ضد الجزائر.